# Chamaea fasciata
El camea o herrerillo chochín (Chamaea fasciata) es una especie de ave paseriforme de la familia Sylviidae que vive en el oeste de Norteamérica. Es la única especie del género Chamaea.
Su taxonomía ha sido objeto de un largo debate y se ha situado en muchas familias diferentes a lo largo del tiempo desde su descubierto científico. 

## Descripción

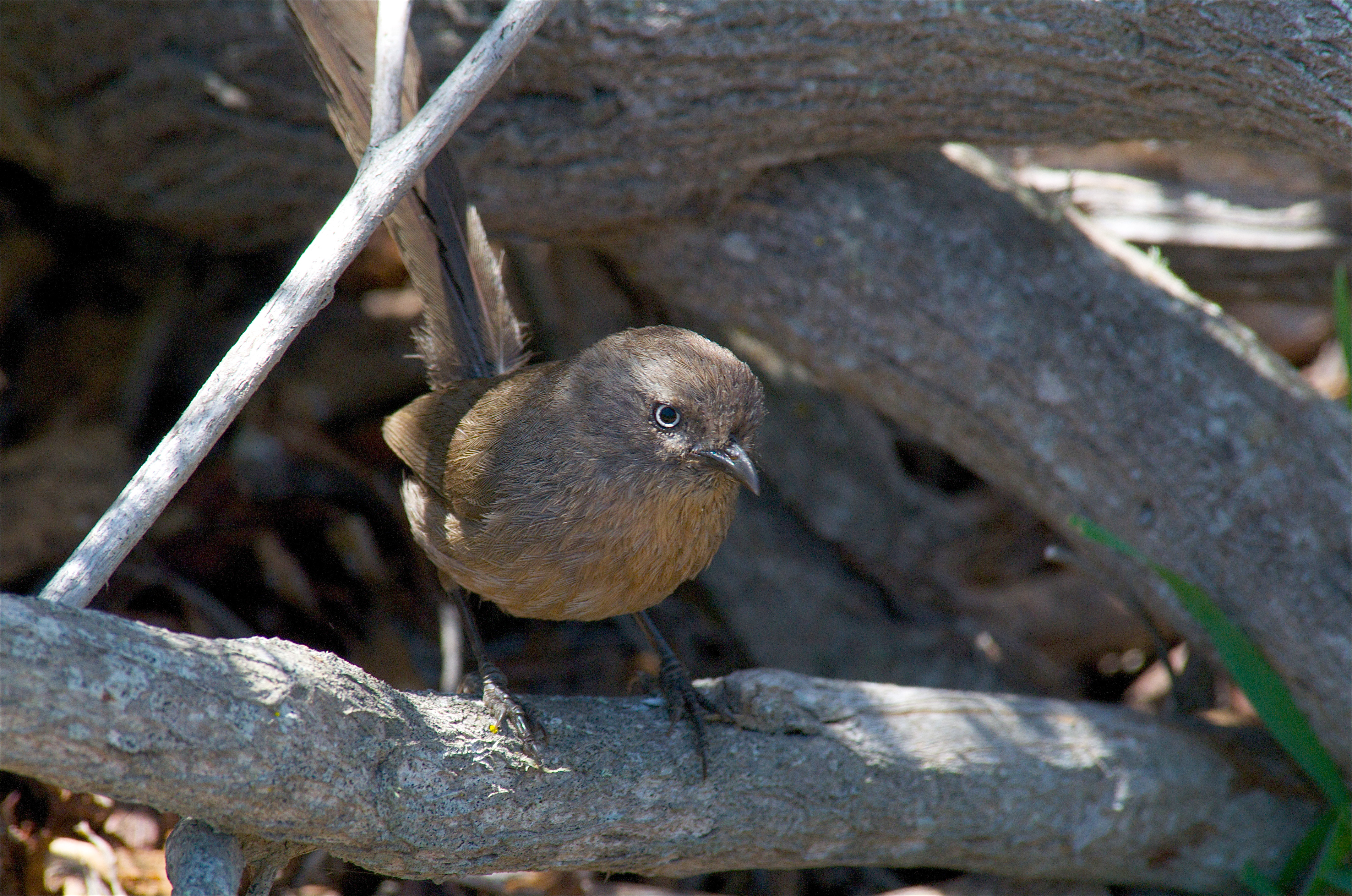
Camea en California.

El camea es un pájaro pequeño, de unos 15  de largo incluida sus larga cola, que suele mantener alzada. Su plumaje es de tonos pardo grisáceos o pardo oliváceos distribuidos de forma bastante uniforme. Sus alas son cortas. Su pico es corto y el iris de sus ojos es amarillento. Debido a su naturaleza esquiva y su alta voz, es más fácil oír su canto que verlo. El silbido que emite tiene una cadencia creciente parecida a la de una pelota de ping pong que rebotar sobre una mesa.

## Taxonomía
Desde su descubrimiento el caméa ha sido situado en diversas familias, desde la suya propia, Chamaeidae, la de los mitos (Aegithalidae), con los carboneros y herrerillos (Paridae), con las currucas (Sylviidae) y en la de los charlatanes y timalíes (Timaliidae). La American Ornithologists' Union lo situó en esta última familia a pesar de que sería su única especie en el Nuevo Mundo. Para ello se basó en estudios de hibridación ADN-ADN, que en la actualidad no se considera un método adecuado. 
Pero análisis de las secuencia de ADN posteriores mostraron que el chamea está emparentado cercanamente con las currucas del género Sylvia y afines. En consecuencia debía situarse en la familia Sylviidae junto a los picoloros, que también resultaron parientes cercanos. Con ello el camea resultó ser la única especie de sílvido de América. Curiosamente, la curruca rabilarga y su pariente cercana la curruca sarda presentan un asombroso parecido con el camea, pero sus similitudes constituyen un caso de convergencia evolutiva debido a que todos son pájaros que habitan en el matorral mediterráneo, ya que no son ni de lejos sus parientes más cercanos en el grupo.

## Distribución y hábitat
El camea es un ave sedentaria que habita en una estrecha franja costera en el oeste de Norteamérica, que se extiende desde Oregón hasta el norte de la península de California, en el estado mexicano de Baja California. Generalmente se restringe al chaparral y matorral mediterráneo de la región. Anida a una altura de alrededor de un metro del suelo en matorrales altos como el roble venenoso pacífico, el arbusto de coyote y la zarza de California. La tala y otros cambios producidos en su hábitat han conducido a la especie recientemente a expandir su área de distribución, principalmente hacia el norte.

## Comportamiento
El camea se alimenta rebuscando insectos entre los densos arbustos. Come principalmente escarabajos, orugas, gusanos y hormigas, además de pequeños frutos y semillas.
Los cameas se emparejan de por vida y forman los lazos de pareja solo unos meses antes de la incubación. Los dos sexos cantan, aunque el ritmo más rápido de los machos es una de las pocas formas de diferenciar ambos sexos. También los dos sexos defienden su territorio durante todo el año y participan en la construcción del nido, un proceso que les lleva dos semanas. Suelen poner entre tres y cuatro huevos que incuban durante 14 días, de nuevo los dos miembros de la pareja. Los pollos dejan el nido a los 15 días (en esta etapa todavía no son capaces de volar) y son alimentados por sus padres durante otros 40 días.